# Occupazione alleata dell'Austria
L'occupazione alleata dell'Austria si riferisce al periodo successivo alla separazione dell'Austria dalla Germania nazista e l'occupazione del paese da parte delle forze alleate, che durò dal 27 aprile 1945 al 26 ottobre 1955, quando l'Austria ottenne l'indipendenza.

## Storia
Nel 1938 la Prima Repubblica austriaca venne inglobata dalla Germania nazista con l'Anschluss.
La conferenza di Mosca del 1943 dichiarò nulla l'annessione forzata, impegnandosi con l'obbiettivo di ripristinare uno Stato indipendente austriaco. Inoltre la conferenza sottolineò la responsabilità austriaca nei crimini di guerra nazisti.
L'offensiva di Vienna si concluse il 13 aprile 1945 con la presa sovietica di Vienna. Gli alleati occidentali raggiunsero l'Austria due settimane più tardi. Il 27 aprile 1945, undici giorni prima della resa tedesca dell'8 maggio, l'Austria fu dichiarata indipendente dalla Germania nazista.
In seguito alla liberazione dell'Austria, Karl Renner, con il tacito consenso delle forze sovietiche, formò un governo provvisorio, che fu rapidamente riconosciuto anche dagli alleati.
Le prime elezioni del dopoguerra si tennero il 25 novembre 1945.
Il 20 dicembre 1945 Renner fu eletto presidente federale, sancendo così la nascita dell'attuale Seconda Repubblica Federale Austriaca. Karl Renner rimase in carica fino alla morte, avvenuta il 31 dicembre 1950.
L'occupazione terminò il 26 ottobre 1955 con il trattato di Stato austriaco.

## Settori di occupazione
L'Austria, in modo analogo alla Germania, fu divisa in quattro settori di occupazione tra il Regno Unito, l'Unione Sovietica, gli Stati Uniti e la Francia. Anche la capitale, Vienna, venne suddivisa in modo simile, eccetto il distretto centrale che fu sottoposto ad un'amministrazione congiunta.
- Il settore francese consisteva nel Vorarlberg e il Tirolo Settentrionale.
- Il settore statunitense comprendeva Salisburgo e la maggior parte dell'Alta Austria.
- Il settore britannico includeva il Tirolo Orientale, la Carinzia e la Stiria.
- Il settore sovietico era formato dalla Bassa Austria, e una piccola parte dell'Alta Austria, il Burgenland e Mühlviertel.

Vienna venne divisa tra i quattro alleati, mentre il centro storico venne dichiarato una zona internazionale, la cui gestione spettava alla Commissione alleata di controllo.